# 溫莎特設鎮區
溫莎特設鎮區（英語：Windsor Charter Township）是位於美國密西根州伊頓縣的一個特設鎮區。

## 地方資料
溫莎特設鎮區的面積為90.80平方千米，當中陸地面積為89.30平方千米，而水域面積為1.50平方千米。根據2020年美國人口普查的數據，當地共有人口7150人，而人口密度為每平方千米78.74人。